# 普莱森堡
普莱森堡（Pleissenburg）是德国莱比锡历史上的一座建筑，由Dietrick侯爵建于13世纪，以附近的普莱斯河命名。1519年，马丁·路德在城堡的小礼拜堂中进行了第一次福音布道。
1547年，在遭到战争的严重破坏后，萨克森选帝侯修建了护城河。三十年战争后，城堡失去其意义，用作行政大楼和军营。在18世纪，新成立的莱比锡艺术学院设在普莱森堡，约翰·沃尔夫冈·冯·歌德在这里学习。
1899年到1905年，普莱森堡被改建为莱比锡新市政厅，仅塔楼得以保留。

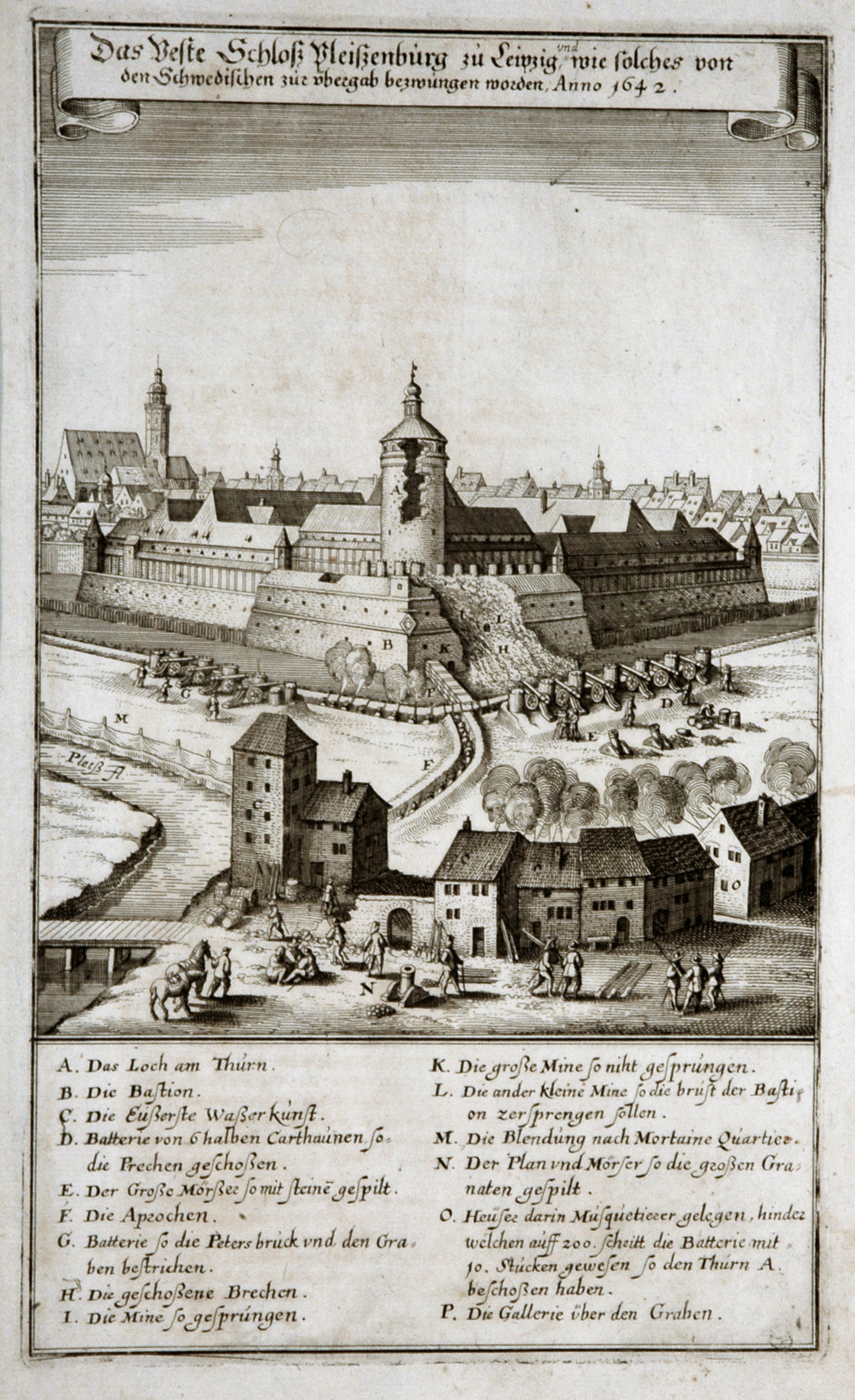
1642
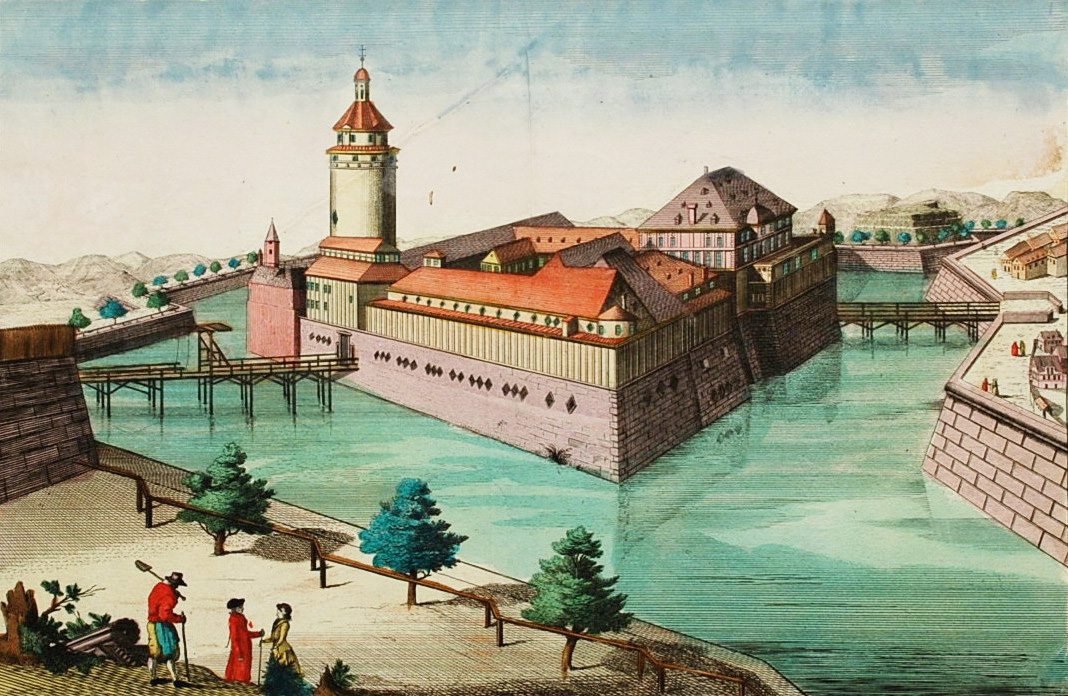
1780
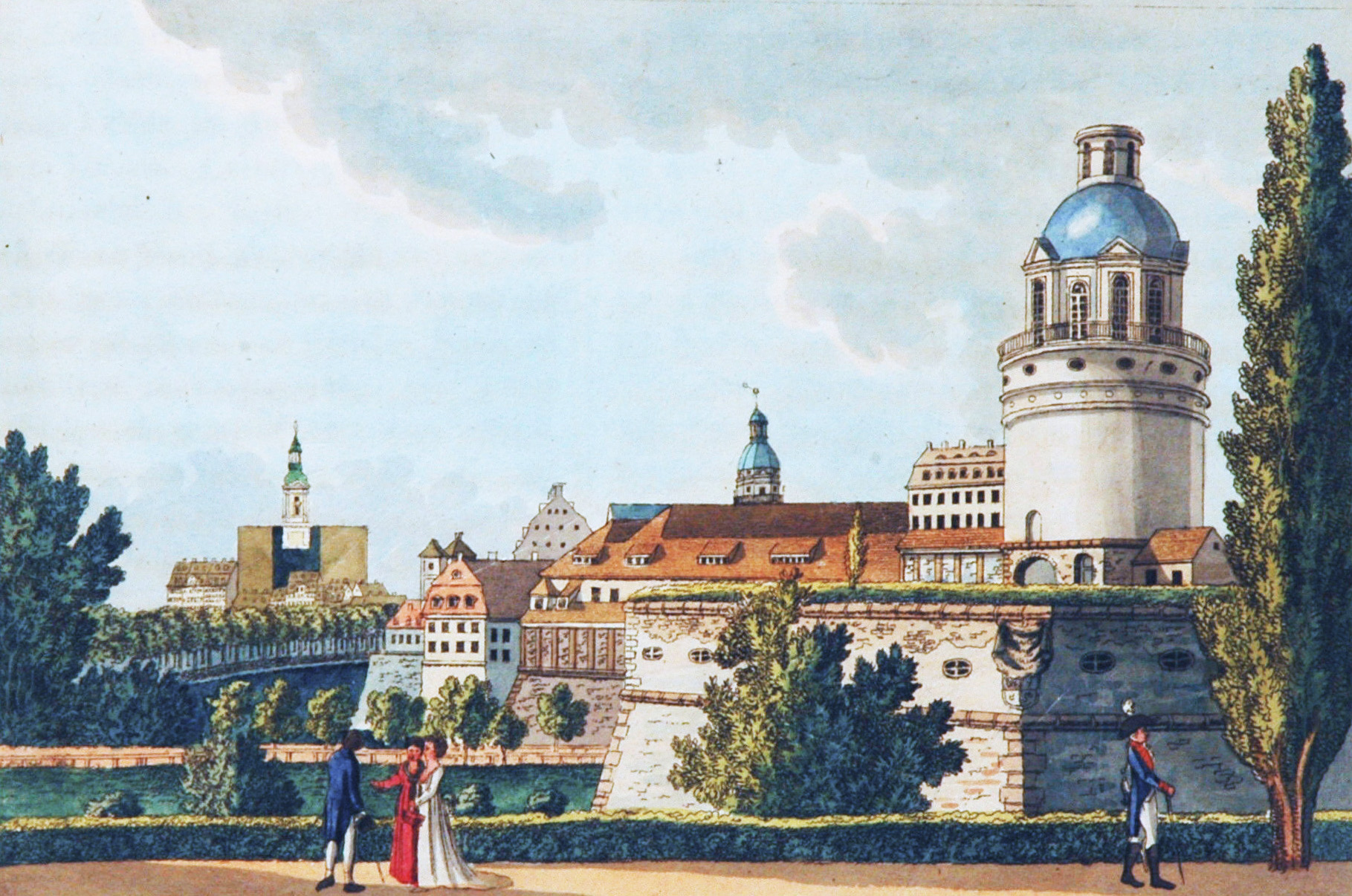
1804
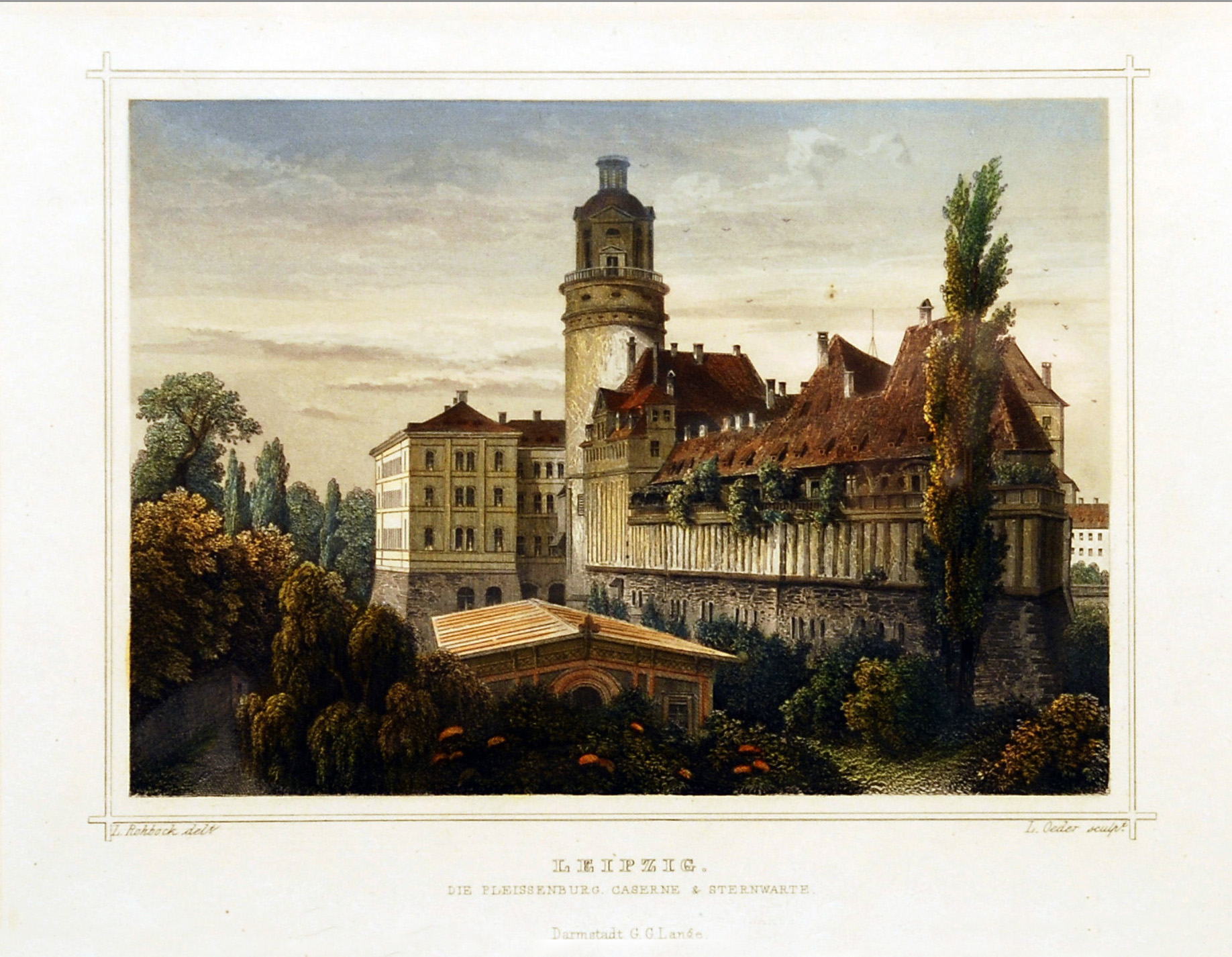
1850
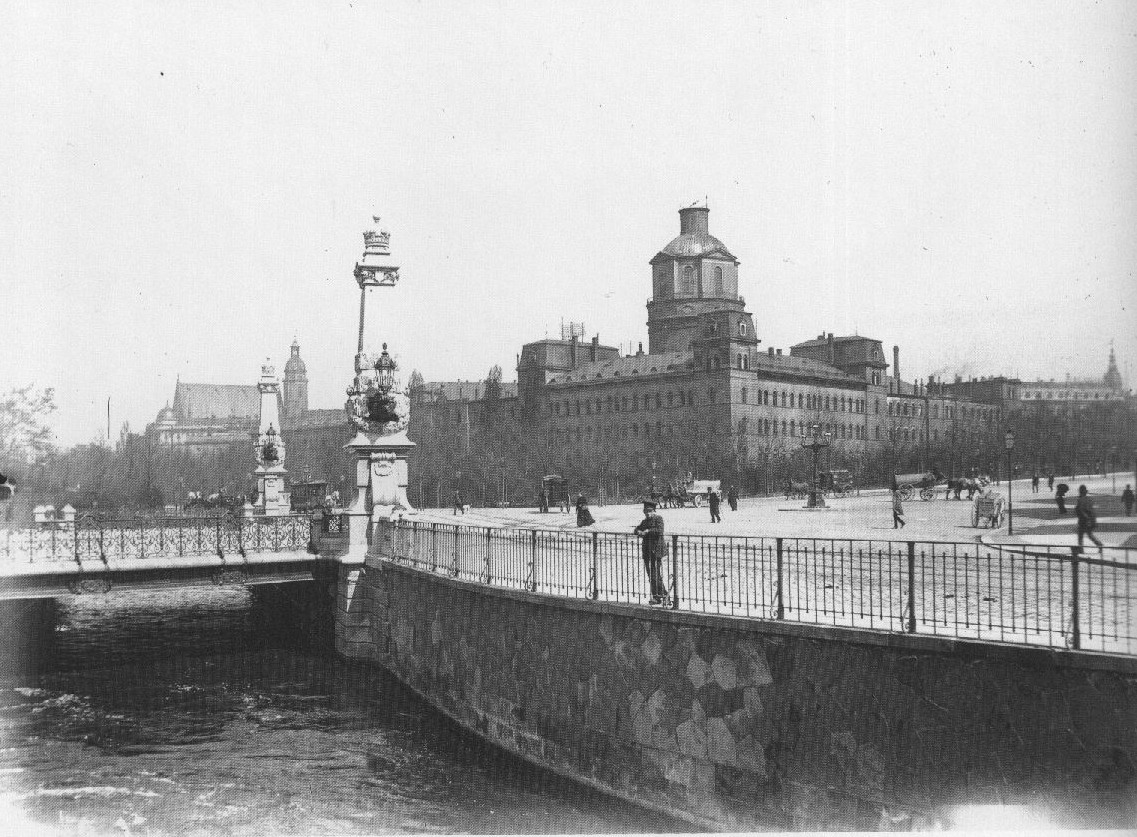
1890/1896
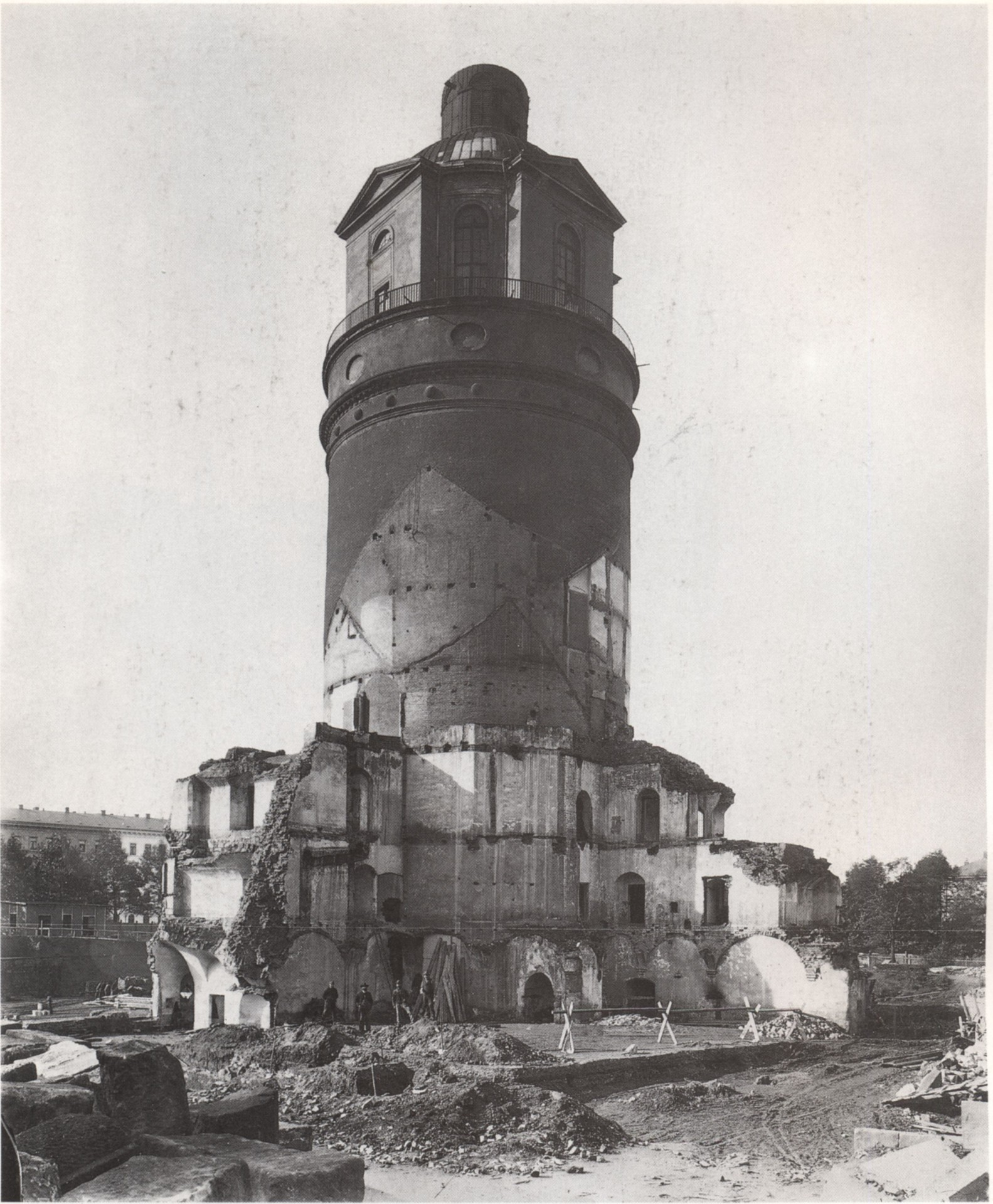
1899
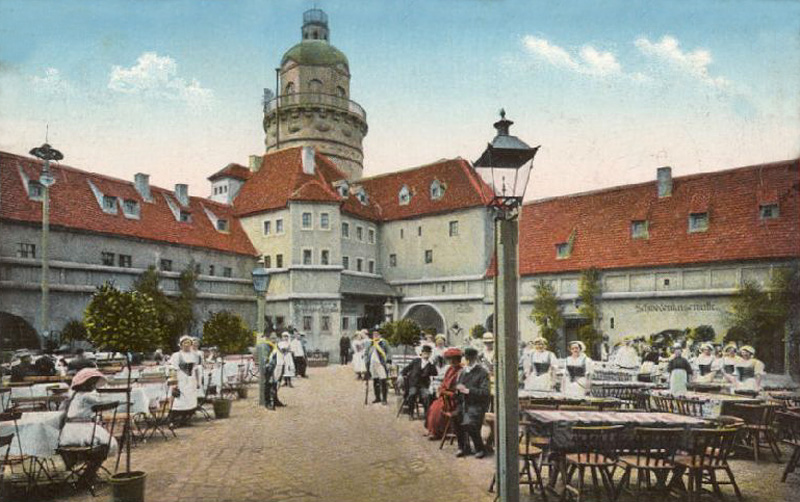
1913

51°20′10″N 12°22′20″E / 51.33611°N 12.37222°E